# Всеобщий охват услугами здравоохранения
Всео́бщий охва́т услу́гами здравоохране́ния (ВОУЗ) — получение необходимых и бесплатных медико-санитарных услуг для всех людей и сообществ, не испытывая при этом финансовых трудностей. Это включает полный набор основных современных, доступных и качественных медико-санитарных услуг.
ВОУЗ является одной из целей устойчивого развития.
Главную роль в обеспечении ВОУЗ будут играть женщины.

## История
К началу XX века во многих европейских странах были приняты законы о страховании работающих на случай болезни, инвалидности, старости, безработицы. Но эти законы не предусматривали оплату медицинской помощи.
Однако еще в 1883 году, сразу после принятия соответствующего закона, по всей Германии стали создаваться больничные кассы: фабричные, строительные, общинные, местные.  Их средства на 2/3 состояли из взносов рабочих и на 1/3 — из взносов работодателей. С 1885 года начался процесс их объединения и централизации. К примеру, в Лейпциге была создана местная больничная касса для Лейпцига и окрестностей (Ortskrankenkasse fur Leipzig und Umgegend), самая большая больничная касса Германии. В 1910-1913 годы она заключила договоры с 429 врачами, в том числе с 13 поликлиниками, 143 узкими специалистами и 28 зубными врачами, а также содержала свои санатории и Цандеровский институт, где имелся рентгеновский кабинет, электро- и светолечение.
В 1911 году система общественного медицинского страхования появилась в Норвегии.
В России после Октябрьской революции 1917 года впервые в мире была создана единая система здравоохранения (система Семашко). Произошел переход от медицинского страхования к социальному медицинскому обеспечению всех слоев населения, введенному декретом СНК РСФСР от 31 октября 1918 года, утвердившим Положение о социальном обеспечении трудящихся. Оно предусматривало, что местные подотделы социального обеспечения и охраны труда оказывают врачебную помощь всех видов. Для централизованного управления здравоохранением впервые в мире была создана специальная организация — Народный комиссариат здравоохранения, в ведение которого перешли все медицинские учреждения. Частная медицина была в конечном счете ликвидирована, при этом сохранялись государственные платные поликлиники.
В Великобритании с 1911 года по 1948 год существовала система страхования здоровья рабочих, охватывавшая около трети населения. В 1948 году в Великобритании был принят закон, по которому была создана Национальная служба здравоохранения (National Health Service, NHS), больницы были национализированы, однако семейные врачи сохранили независимость, а граждане — право выбора врача.

## Современные модели систем здравоохранения
В настоящее время все существующие системы здравоохранения сводятся к трем основным экономическим моделям:
- Предоставление медицинской помощи преимущественно на платной основе, за счет самого потребителя медицинских услуг, отсутствие единой системы государственного медицинского страхования. При этом существуют государственные программы медицинского страхования для пенсионеров и малоимущих граждан. Наиболее ярко эта модель представлена здравоохранением США, где основой здравоохранения является частный рынок медицинских услуг, дополняемый государственными программами медицинского обслуживания малоимущих (Medicaid) и пенсионеров (Medicare).

- Финансирование здравоохранения главным образом из государственного бюджета, за счет налогов, при этом население получает медицинскую помощь бесплатно (за исключением небольшого набора медицинских услуг). Медицинские услуги могут оказываться как государственными медицинскими учреждениями, так и частнопрактикующими врачами. Такая система в версии полного бюджетного финансирования через специальное министерство здравоохранения была впервые разработана и осуществлена в СССР под руководством Н. А. Семашко и традиционно называется система Семашко. После распада СССР система советского здравоохранения была в основном демонтирована. Похожая система, называемая модель Бевериджа, была разработана и с 1948 года действует в Великобритании. Модель Бевериджа также была принята в здравоохранении Ирландии (с 1971 года), Дании (с 1973 года), Португалии (с 1979 года), Италии (с 1980 года), Греции (с 1983 года) и Испании (с 1986 года).

- Социально-страховая система, при которой роль государства существенна, но менее значима, чем в бюджетных системах. Существует обязательное медицинское страхование всего или почти всего населения страны при определенном участии государства в финансировании страховых фондов. Медицинские услуги оказывают учреждения различных форм собственности, но преобладают частные. Эта модель действует в ФРГ, Франции, Нидерландах, Австрии, Бельгии, Швейцарии, Канаде, Японии.

Следует иметь в виду, что всеобщее медицинское страхование или финансирование здравоохранения из государственного бюджета не означают реальный всеобщий доступ к услугам здравоохранения: во многих странах, где существует всеобщее медицинское страхование или бюджетная система финансирования здравоохранения, действует нормирование медицинских услуг, имеются крайне длинные очереди на лечение. Во многих случаях попытки контролировать расходы на здравоохранение за счет государственного регулирования приводят либо к задержкам с оказанием помощи, либо к прямому её нормированию. Пытаясь решить эту проблему, многие страны внедряют рыночные механизмы, в частности, долевое участие пациентов, усиление конкуренции между страховщиками и провайдерами медицинских услуг. Увеличение доли государства в совокупных расходах на здравоохранение, продолжавшееся с конца Второй мировой войны до середины 1980-х годов, прекратилось, во многих странах начала расти доля частного сектора.

## Доступность
Минимум половина населения Земли не имеют возможности получать основные услуги здравоохранения.

## Категоризация
ВОЗ каталогизирует ВОУЗ на:
- Репродуктивное здоровье и здоровье матерей, новорожденных и детей;
- Борьбу с инфекционными болезнями;
- Борьбу с неинфекционными заболеваниями;
- Увеличение потенциала служб здравоохранения и облегчение доступа к ним.